# Laguna del Marquesado
Laguna del Marquesado ist ein Ort und eine zentralspanische Gemeinde (municipio) mit 59 Einwohnern (Stand: 2024) im Norden der Provinz Cuenca in der Autonomen Region Kastilien-La Mancha. 

## Lage und Klima
Laguna del Marquesado liegt auf der Westseite des Iberischen Gebirges in einer Höhe von ca. 1320 m. Die Provinzhauptstadt Cuenca befindet sich gut 42 Kilometer (Fahrtstrecke) westsüdwestlich. Das Klima im Winter ist gemäßigt, im Sommer dagegen warm bis heiß. Regen (710 mm/Jahr) fällt das ganze Jahr über.

## Bevölkerungsentwicklung
| Jahr      | 1970 | 1981 | 1991 | 2001 | 2011 | 2021 |
| Einwohner | 181  | 103  | 71   | 69   | 62   | 54   |

## Sehenswürdigkeiten

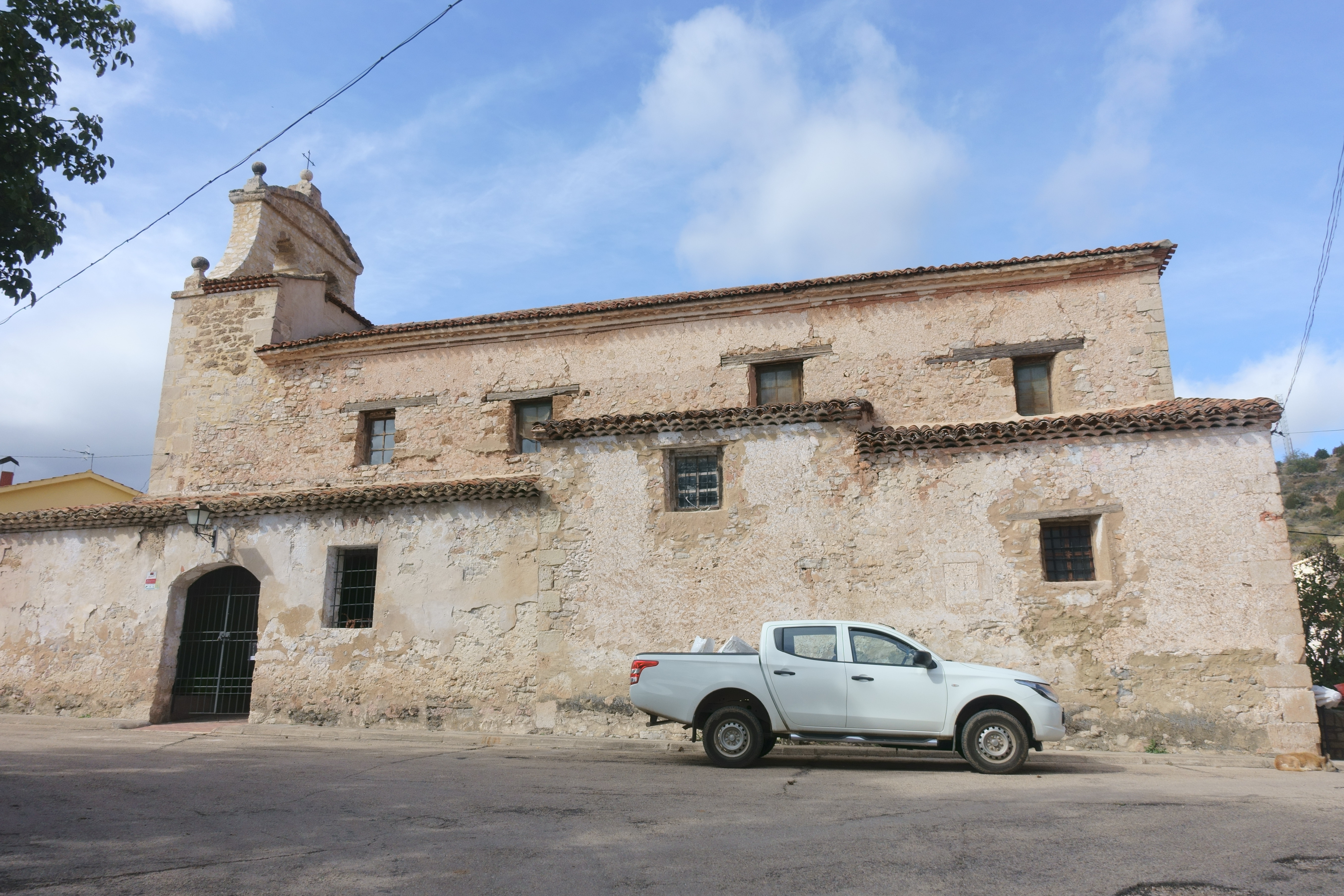
Bartholomäuskirche
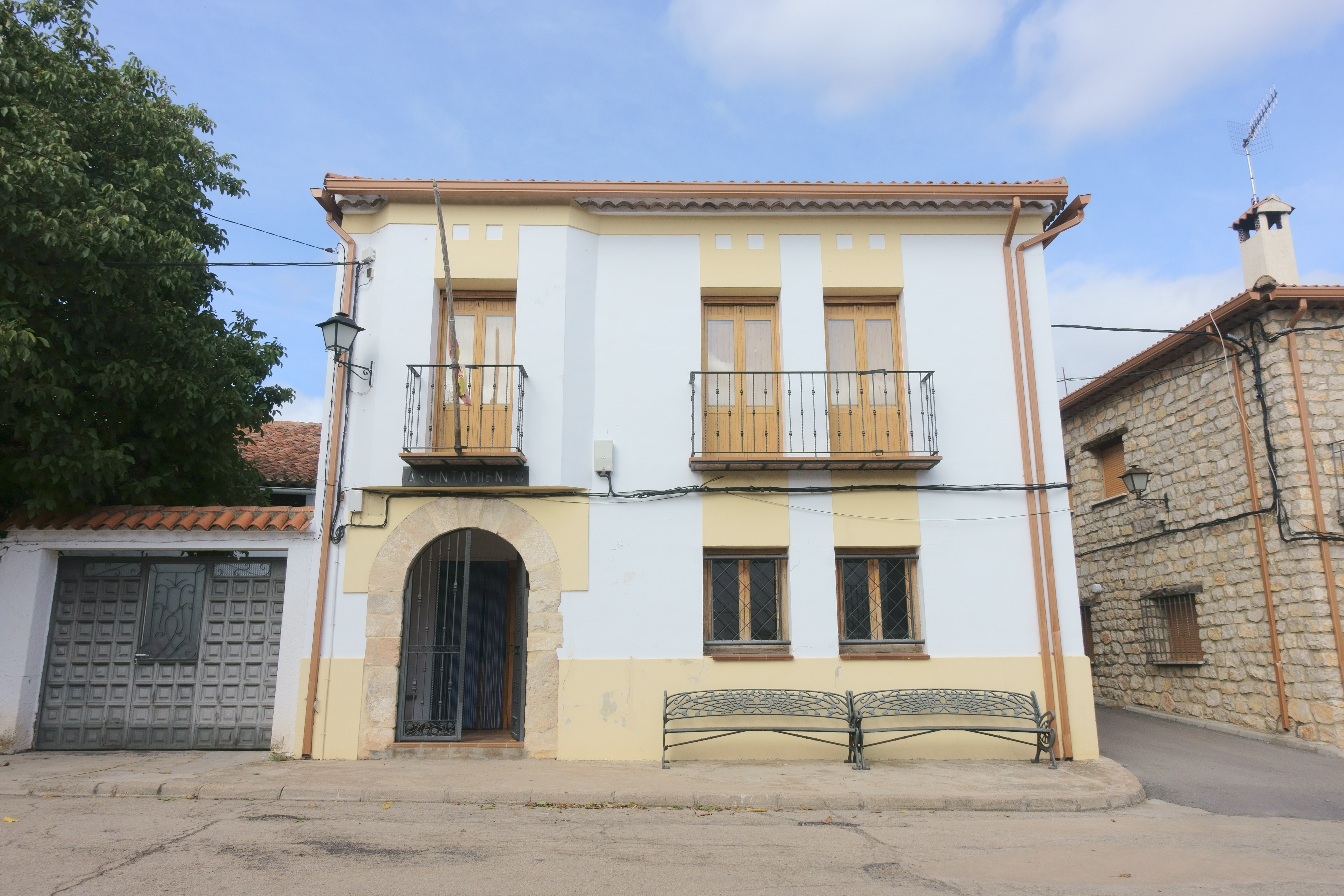
Rathaus

- Bartholomäuskirche
- Rathaus